# Canton d'Issy-les-Moulineaux
Le canton d'Issy-les-Moulineaux est une circonscription électorale française du département des Hauts-de-Seine créée par le décret du 26 février 2014. Elle tient lieu de circonscription d'élection des conseillers départementaux et entre en vigueur lors des élections départementales de 2015.

## Histoire
Un nouveau découpage territorial des Hauts-de-Seine entre en vigueur à l'occasion des premières élections départementales suivant le décret du 26 février 2014. Les conseillers départementaux sont, à compter de ces élections, élus au scrutin majoritaire binominal mixte. Les électeurs de chaque canton élisent au Conseil départemental, nouvelle appellation du Conseil général, deux membres de sexe différent, qui se présentent en binôme de candidats. Les conseillers départementaux sont élus pour 6 ans au scrutin binominal majoritaire à deux tours, l'accès au second tour nécessitant 12,5 % des inscrits au 1er tour. En outre la totalité des conseillers départementaux est renouvelée. Ce nouveau mode de scrutin nécessite un redécoupage des cantons dont le nombre est divisé par deux avec arrondi à l'unité impaire supérieure si ce nombre n'est pas entier impair, assorti de conditions de seuils minimaux. Dans les Hauts-de-Seine, le nombre de cantons passe ainsi de 45 à 23.
Le nouveau canton d'Issy-les-Moulineaux est entièrement inclus dans l'arrondissement de Boulogne-Billancourt. Le bureau centralisateur est situé à Issy-les-Moulineaux.

## Représentation
| Période élective | Période élective | Mandat | Mandat   | Identité         | Nuance | Nuance | Qualité |
| ---------------- | ---------------- | ------ | -------- | ---------------- | ------ | ------ | --- |
| 2015             | 2021             | 2015   | 2021     | Nathalie Pitrou  |        | UDI    | Directrice de cabinet du maire de Boulogne-Billancourt Adjointe au maire d'Issy-les-Moulineaux (2008-) |
| 2015             | 2021             | 2015   | 2021     | Paul Subrini     |        | LR     | Assureur 1er Adjoint au maire d'Issy-les-Moulineaux (1983-2017) Conseiller général du canton d'Issy-les-Moulineaux-Est (1998-2015) 9e vice-président chargé des nouvelles technologies, de l'environnement numérique des collèges, de la commande publique, de l'évaluation des politiques publiques |
| 2021             | 2027             | 2021   | en cours | Ludovic Guilcher |        | UDI    | Cadre dirigeant chez Orange, adjoint au maire d'Issy-les-Moulineaux |
| 2021             | 2027             | 2021   | en cours | Nathalie Pitrou  |        | UDI    | Cadre du secteur public, conseillère sortante Conseillère départementale déléguée à l'adoption |

### Résultats détaillés

#### Élections de mars 2015
À l'issue du 1er tour des élections départementales de 2015, deux binômes sont en ballottage : Nathalie Pitrou et Paul Subrini (Union de la Droite, 51,3 %) et Thomas Puijalon et Kathy Similowski (PS, 22,31 %). Le taux de participation est de 45,93 % (20 282 votants sur 44 159 inscrits) contre 46,11 % au niveau départemental et 50,17 % au niveau national.
Au second tour, Nathalie Pitrou et Paul Subrini (Union de la Droite) sont élus avec 67,15 % des suffrages exprimés et un taux de participation de 41,82 % (11 460 voix pour 18 466 votants et 44 159 inscrits).

#### Élections de juin 2021
Le premier tour des élections départementales de 2021 est marqué par un très faible taux de participation (33,26 % au niveau national). Dans le canton d'Issy-les-Moulineaux, ce taux de participation est de 36,74 % (16 459 votants sur 44 798 inscrits) contre 35,09 % au niveau départemental. À l'issue de ce premier tour, deux binômes sont en ballottage : Ludovic Guilcher et Nathalie Pitrou (Union des démocrates et indépendants, 44,03 %) et Valérie Giraud et Damien Lecomte (Union à gauche avec des écologistes, 29,29 %).
Le second tour des élections est marqué une nouvelle fois par une abstention massive équivalente au premier tour. Les taux de participation sont de 34,36 % au niveau national, 37,05 % dans le département et 39,1 % dans le canton d'Issy-les-Moulineaux. Ludovic Guilcher et Nathalie Pitrou (Union des démocrates et indépendants) sont élus avec 66,74 % des suffrages exprimés (10 875 voix pour 17 522 votants et 44 815 inscrits),,.

## Composition
Le nouveau canton d'Issy-les-Moulineaux comprend une commune entière.
| Nom                                         | Code Insee | Intercommunalité         | Superficie (km2) | Population (dernière pop. légale) | Densité (hab./km2) | Modifier                                    |
| ------------------------------------------- | ---------- | ------------------------ | ---------------- | --------------------------------- | ------------------ | ------------------------------------------- |
| Issy-les-Moulineaux (bureau centralisateur) | 92040      | Métropole du Grand Paris | 4,25             | 67 695 (2022)                     | 15 928             | modifier les données · modifier les données |
| Canton d'Issy-les-Moulineaux                | 9215       |                          |                  | 67 695 (2022)                     |                    | modifier les données                        |

## Démographie
En 2022, le canton comptait 67 695 habitants, en évolution de −1,02 % par rapport à 2016 (Hauts-de-Seine : +2,75 %, France hors Mayotte : +2,11 %).
| 2013   | 2018   | 2022   |
| ------ | ------ | ------ |
| 65 662 | 68 260 | 67 695 |